# Det Løser Sig
Det Løser Sig er det fjerde studiealbum fra den dansk popsanger Christian Brøns, der udkom i 2010. 
Musikmagasinet GAFFA gav det kun to ud af seks stjerner. Det nåede tre uger på Album Top-40 med en femtende plads som bedste placering. Singlen "Bedst Når Vi Er To" nåede lige akkurat ind på hitlisten med en 36. plads som bedste placering.

## Spor
1. "Det Løser Sig"
2. "Bedst Når Vi Er To"
3. "Se Mig I Øjnene"
4. "Ud Af Mørket"
5. "Vis Mig Hvem Du Er"
6. "Endelig Fri"
7. "Her Er Mit Hjerte"
8. "Ville Ha Dig"
9. "Når Byen Vågner"
10. "Starter Fra Nul"
11. "Vejen Hjem"